# Севильский цирюльник (мультфильм, 1944)
«Севильский цирюльник» (англ. The Barber of Seville) — американский короткометражный мультфильм 1944 года.

## Сюжет
Вуди Вудпекер видит на улице рекламу парикмахерской «Тони Фигаро» и посещает её, желая сделать рекламируемую «причёску победы» (мультфильм вышел за год с небольшим до окончания Второй мировой войны). Однако в заведении никого нет, лишь записка, что Тони «скоро вернётся».

В парикмахерскую заходит первый посетитель: индеец, который принимает Вуди за сотрудника и просит помыть ему голову. Вуди не отказывает посетителю. После «мойки» традиционный головной убор индейца из перьев превращается в волан. Посетитель в ярости хочет снять с Вуди скальп, но тот оглушает его киянкой и выбрасывает на улицу.

Вторым (основным и последним) посетителем оказывается рабочий-итальянец, желающий подстричься и побриться «по полной программе». Вуди очень грубо снимает с него каску (используя сварочную горелку), затягивает полотенцем, намыливает, стрижёт, бреет и чистит ботинки, ходя по клиенту, ударяет его головой о потолок, подняв в кресле, роняет человека на пол, опустив кресло. Намыленный итальянец пытается сбежать, но Вуди перекрывает ему выход, размахивая опасной бритвой и «доводит процедуры до конца», совершая все эти действия в бешеном темпе. Наконец, итальянцу удаётся сбежать из парикмахерской, но он очень быстро возвращается, хватает Вуди и кидает его сквозь стеклянную витрину заведения внутрь, где Вуди врезается в стенку с навесными полками, падает на пол и на него падают кружки для бритья, находящиеся на полках, а в конце концов он оказывается «упакованным» в так называемый «парикмахерский знак» (barber's pole).